# Сплитско полуострво
Сплитско полуострво је полуострво на обали Јадранског мора. На њему је смјештен Сплит и брдо Марјан. Са сјеверне и западне стране се налази Каштелански залив, а с јужне Сплитски канал. Као мање полуострво се на његовом западном дијелу налази се Марјанско полуострво.